# Амин, Хафизулла
Хафизулла́ Ами́н (пушту حفيظ الله امين‎ 1 августа 1929 — 27 декабря 1979) — афганский государственный, политический и партийный деятель, член Политбюро ЦК НДПА, министр иностранных дел (1978—1979), министр обороны, премьер-министр, генеральный секретарь ЦК НДПА и председатель Революционного совета Афганистана (1979).

## Биография
Хафизулла Амин родился 1 августа 1929 года в провинции Пагман близ Кабула, в семье начальника тюрьмы. По национальности пуштун-гильзай, выходец из небольшого пуштунского племени харути (хароти). Окончил высшее педагогическое училище и научный факультет Кабульского университета со степенью бакалавра наук в области физики и математики. После получения образования Амин стал преподавателем, заместителем директора и директором Кабульского лицея «Ибн Сина».
В 1957 году он получил стипендию на продолжение образования в колледже при Колумбийском университете в Нью-Йорке (США), где получил степень магистра. Там он был главой афганского землячества. Там же началось увлечение Амина марксизмом: в 1958 он вступил в члены «Прогрессивного социалистического клуба». В 1962 году Амин вновь отправился в США, чтобы получить степень доктора философии, но не получил её и в 1965 году вернулся на родину.

### Политическая карьера
После возвращения преподавал в Кабульском университете; в это время имел репутацию пуштунского националиста.
Член НДПА с 1966 года. В 1968 году пленум фракции «Хальк» перевёл Амина из членов партии в кандидаты, охарактеризовав его как человека, скомпрометировавшего себя «фашистскими чертами». С 1969 года — депутат нижней палаты парламента. С 1977 года — член ЦК НДПА.
После Апрельской революции занимал посты министра иностранных дел, заместителя премьер-министра, министра обороны, премьер-министра страны. С лета находился в серьёзном конфликте сначала с фракцией НДПА «Парчам», а затем и с главой страны и партии Н. М. Тараки.

## Во главе Афганистана
14 сентября 1979 в резиденции Тараки, направляясь на встречу с ним, советским послом Пузановым и замминистра обороны СССР Павловским, пережил покушение, при котором был тяжело ранен охранник Амина. В ответ 2 танковые бригады и другие поддерживавшие халькистов подразделения окружили президентский дворец и к 2 часам ночи захватили его.
Пришёл к власти 16 сентября 1979, сместив, а затем убив своего предшественника Тараки. Активно продолжал начавшиеся при Тараки политические репрессии как против консервативного духовенства и сторонников прежнего режима, так и против конкурирующей партийной фракции «Парчам».
Одним из первых озвучил мысль о необходимости советской интервенции в ДРА. В тот же год пережил два покушения 16 и 27 декабря (попытка отравления), но в тот же день был убит в результате успешного штурма дворца советским спецназом в начале Афганской войны (1979—1989).
Амин впервые в истории Демократической Республики Афганистан открыто заявил, что в стране строится социалистическое общество.
Не в силах остановить новые выступления вооружённой оппозиции, Амин сворачивал правительственные программы, давал взаимно противоречивые обещания и даже вступил в контакт с Пакистаном. Он распустил службу безопасности Тараки и публично объявил, что с момента Апрельской революции в результате репрессий правительства Тараки погибло более 12 тысяч человек. Однако Хафизулла Амин не только не прекратил террор, а, наоборот, усилил репрессии и даже превзошёл в этом Дауда и Тараки. Политбюро ЦК КПСС на заседании 31 октября 1979 года обращается к данной ситуации:
В стремлении укрепиться у власти Амин, наряду с такими показными жестами, как начало разработки проекта конституции и освобождение части ранее арестованных лиц, на деле расширяет масштабы репрессий в партии, армии, государственном аппарате и общественных организациях. Он явно ведёт дело к устранению с политической арены практически всех видных деятелей партии и государства, которых он рассматривает в качестве своих действительных или потенциальных противников... Действия Амина вызывают растущее недовольство прогрессивных сил. Если раньше против него выступали члены группы «Парчам», то сейчас к ним присоединяются и сторонники «Хальк», отдельные представители государственного аппарата, армии, интеллигенции, молодёжи. Это порождает неуверенность у Амина, который ищет выход на путях усиления репрессий, что в ещё большей степени сужает социальную базу режима.
В своей книге «Политические записи и исторические события» бывший премьер-министр Афганистана Султан Али Кештманд пишет, что эпоха Амина является пятном в истории Афганистана. Он считает, что Амину удалось взять в свои руки все рычаги власти, создав тем самым тоталитарный режим в стране.

## Штурм Тадж-Бека
Режим Амина не пользовался популярностью, положение президента было шатким, а смена власти в Афганистане могла привести к его выпадению из советской сферы влияния. Более того, предполагалось, что Амин сотрудничает с ЦРУ и может сблизиться с Китаем и западными странами, а это было наиболее опасным. В Политбюро появлялись гипотезы, что Хафизулла мог разрешить размещение военных баз НАТО на территории своей страны, поэтому 12 декабря 1979 года Политбюро ЦК КПСС приняло секретное постановление «К положению в „А“». Суть его сводилась к тому, что необходимо устранить Хафизуллу Амина, на его место поставить Бабрака Кармаля, давнего агента КГБ, а для стабилизации положения послать в Афганистан войска.
Амина и его племянника Асадуллу, руководившего службой безопасности КАМ, планировалось нейтрализовать с помощью заранее внедренного в их окружение агента. Он должен был подмешать в их пищу спецсредство. Рассчитывали, что, когда оно начнет действовать, во дворце поднимется паника, советские подразделения выдвинутся из Баграма и захватят резиденцию Амина. В полдень 13 декабря мероприятие с использованием спецсредства было проведено. Подразделениям дали команду на захват объекта «Дуб» (дворец Арк в центре Кабула, где тогда была резиденция главы государства). Но вскоре последовала команда «Отбой». Дело в том, что на Амина яд не подействовал совершенно, а его племянник почувствовал себя плохо лишь на следующее утро. Асадуллу отправили на лечение в СССР. После смены власти он оказался вначале в Лефортовской тюрьме, а затем был депортирован в Афганистан и расстрелян «парчамистами».
14 декабря в Баграм был направлен батальон 345-го гвардейского отдельного парашютно-десантного полка для усиления батальона 111-го гвардейского парашютно-десантного полка 105-й гвардейской воздушно-десантной дивизии, который с 7 июля 1979 г. охранял в Баграме советские военно-транспортные самолёты и вертолёты. Одновременно Б. Кармаль и несколько его сторонников были тайно привезены в Афганистан 14 декабря и находились в Баграме среди советских военнослужащих. После отмены операции Б. Кармаля срочно вернули в СССР.
Вскоре после этого 154 отдельный отряд специального назначения ГРУ («мусульманский батальон») получил приказ на передислокацию в район «Дар-уль-Аман» г. Кабул, где его разместили между 1-м и 2-м батальонами афганской национальной бригады с задачей по усилению охраны дворца Амина. В усиление к «мусульманскому батальону» были приданы 2 спецгруппы КГБ, задача которых была иная — подготовка к штурму.
27 декабря около 700 человек, включая бойцов спецгрупп КГБ «Альфа» и «Зенит», одетых в афганскую форму, выехали на штурм на военных автомобилях с афганскими опознавательными знаками. Знаком к началу штурма дворца Тадж-Бека был взрыв узла связи на центральной площади города. Бой во дворце длился 43 минуты. Охрана дворца оказала неожиданно ожесточенное сопротивление, и 11 нападавших погибло, в том числе и командир групп полковник Григорий Бояринов, начальник школы подготовки агентов для спецопераций отдела КГБ № 8 в Балашихе. Во время штурма Амин лежал в полубессознательном состоянии после отравления на обеде, данном в честь возвращения из СССР Гулам-Дастагира Панджшери (возможно, с помощью повара-агента КГБ). Ему оказывали помощь советские врачи, и ближе к концу штурма он был уже в сознании. Спецназовцами при штурме по ошибке был убит один из оказывавших помощь Амину советский военный врач полковник Виктор Кузнеченков. По воспоминаниям участников, хирург Анатолий Алексеев довёл Амина до бара. Амин приказал своему адъютанту позвонить и предупредить советских военных советников о нападении на дворец. При этом он сказал: «Советские помогут». Но адъютант доложил, что стреляют именно советские. Эти слова вывели генсека из себя, он схватил пепельницу и бросил её в адъютанта, закричав раздраженно: «Врешь, не может быть!». Ночью кабульское радио сообщило, что по решению революционного суда Амин приговорён к смертной казни и приговор приведён в исполнение.
В ночь с 27 на 28 декабря в Кабул из Баграма под охраной сотрудников КГБ и десантников прибыл новый афганский лидер Бабрак Кармаль. Радио Кабула передало обращение нового правителя к афганскому народу, в котором был провозглашен «второй этап революции». Утром 28 декабря советская газета «Правда» официально сообщила: «Революционный суд за преступления против благородного народа Афганистана, в результате которых были уничтожены многие соотечественники, в том числе гражданские и военные члены партии, представители мусульманского духовенства, интеллигенции, рабочих и крестьян, приговорил Х. Амина к смертной казни. Приговор приведён в исполнение». Советская газета «Правда» 30 декабря написала, что «в результате поднявшейся волны народного гнева Амин вместе со своими приспешниками предстал перед справедливым революционным судом народа и был казнён».

### Обстоятельства смерти
Впоследствии высказывались различные версии того, как именно погиб Амин. Согласно заявлению Сарвари и Гулябзоя, когда они вошли во дворец, Амин был уже мёртв, покончив с собой. Существовала версия, что Амина живым доставили в советское посольство на чёрном лимузине под охраной двух танков. Однако, по свидетельству одного из участников операции «Шторм-333»: "…Человек, застреливший Амина, сказал мне, что приказ был живым Амина не брать". По воспоминаниям одного из участников штурма Николая Берлева:
Ребята, проскочив на второй этаж, распахивали двери и бросали в кабинет гранаты. Они уже прошли по коридору вперёд, когда сзади них в коридор выскочил Амин — в адидасовских трусах и маечке. Думаю, он уже был смертельно ранен.
Другой участник штурма Александр Плюснин на страницах газеты «Спецназ России» и журнала «Разведчик» так описал обстоятельства смерти Амина:
…Нас стало пятеро у дверей покоев Амина. Надо было действовать быстро, пока не пришли в себя гвардейцы, не заняли круговую оборону и не смяли нас. Я выбил ногой стеклянную дверь и швырнул внутрь гранату. Оглушительный взрыв. Потом сразу же дикий, истошный, пронзительный женский крик: «Амин! Амин! Амин!», разлетевшийся по коридорам и этажам. Заскочив в комнату, первой я увидел жену Амина. Она громко рыдала, сидя над трупом диктатора. В том, что Хафизулла Амин был мертв, сомнений уже не было. Он лежал на полу, в одних трусах и в майке. На боку, в луже собственной крови, скрюченный и какой-то маленький. В комнате было темно, мы посветили фонариками и убедились, что все — готов.
13 июня 2022 года, после смерти Плюснина, Международная ассоциация ветеранов подразделения антитеррора «Альфа» подтвердила, что «именно он 27 декабря 1979 года во время штурма дворца Тадж-Бек уничтожил  Амина»:
Долгое время о том, чтобы назвать вещи своими именами — кто, собственно, поставил финальную точку, ликвидировав кровавого афганского диктатора, и речи не могло быть. Хотя об этом прекрасно знали в подразделении … осколком гранаты, которую швырнул Плюснин, и был смертельно ранен Амин.
Убитых афганцев похоронили в братской могиле неподалёку от дворца Тадж-Бек. Тело Амина, завёрнутое в ковер, ещё ночью под руководством замполита батальона капитана Анвара Сахатова было погребено там же, но отдельно от остальных. Никакого надгробия ему поставлено не было. Место захоронения бывшего правителя Афганистана до сих пор неизвестно.

## Версии сотрудничества с ЦРУ
Существует версия, что Амин был сотрудником ЦРУ, однако прямых доказательств этому нет. По свидетельству некоего высокопоставленного американского дипломата,
Он учился у нас в университете на наши деньги, хотя мы считали его настроенным резко антиамерикански. Нас очень удивили тогда ходившие в Кабуле слухи о том, что КГБ считал его американским агентом.

Доктор исторических наук Юрий Кузнец, в 1979—1987 годах работавший политическим советником при ЦК НДПА, отмечал: 
Это утверждение [о сотрудничестве с ЦРУ] основано на одном лишь факте: после свержения у него в блокноте нашли запись, сделанную его рукой, что «телефон агента ЦРУ в Индии — такой-то». Но мало ли зачем ему была нужна такая информация? В общем, это ничего не значит, а других доказательств нет.

## Оценки личности Хафизуллы Амина
Я заявляю всему миру, что звено в цепи деспотизма — режим Хафизуллы Амина и его приспешников — уничтожено в сердце Азии. Единоличный и кровавый режим этого предателя народа и родины пал под грузом своих преступлений, подведена черта под его зверскими авантюрами. (Бабрак Кармаль, Обращение от 29 декабря 1979 года). 
Амин <…> Это я вам скажу, умный был человек. Энергичный и исключительно работоспособный. <…> Тараки считал его самым способным и преданным учеником, был влюблён в него… и доверял ему полностью, говорят, может быть, даже больше, чем самому себе (Пузанов Александр Михайлович, посол СССР в Афганистане до 1979 года).
Бывший министр финансов ДРА Абдул Карим Мисак считал Амина сталинистом и пуштунским националистом, но не агентом ЦРУ. Он отмечал, что Амин «всячески раздувал собственный культ, причём жажда известности не только в Афганистане, но и во всём мире — эти его амбиции в буквальном смысле не знали границ». Амин имел «талант крупного организатора», «прогресса во всём он стремился добиться очень быстро, сию минуту». Амин с восторгом рассказывал о Фиделе Кастро, завидовал его авторитету, популярности и героическому прошлому. Он с особым воодушевлением рассказывал о встречах с Кастро на Кубе, о своём присутствии на заседаниях Политбюро Коммунистической партии Кубы.
Бывший член Политбюро ЦК НДПА Шараи Джаузджани вспоминал, что Амин был человек «мужественный, полный энергии, всегда общительный». «Любое сопротивление искоренял беспощадно». Он считал Амина левым догматиком, нетерпимым к инакомыслию, который до какого-то момента преклонялся перед Тараки, искренне клялся в дружбе к СССР. Амин заявил советской делегации — «Я больше советский, чем вы». Он планировал создать конституцию, которая содержала бы тезис о диктатуре пролетариата, превращала бы Афганистан в союзное государство по образцу СССР, с пуштунской, таджикской, белуджской и пр. союзными республиками.
Генерал-майор Василий Заплатин, советник при начальнике ГлавПУРа ВС ДРА, в 1979 году охарактеризовал Амина как «верного и надёжного друга Советского Союза и всесторонне подготовленного лидера Афганистана», и привёл такой пример: «Амин всегда признавал всего два праздника в году: 7 ноября и 9 мая, то есть день Великой Октябрьской революции и День Победы над фашизмом. В эти два праздника он мог позволить себе выпить сто граммов водки, в другое время он никогда спиртное не употреблял».